# Clearlake (California)
Clearlake è una città degli Stati Uniti d'America, situata in California, nella contea di Lake.